# Wolfgang Haken
Wolfgang Haken (21. června 1928 Berlín, Výmarská republika – 2. října 2022) byl německý matematik žijící a působící v USA. Zabývá se především topologií, ale známý je i díky důkazu věty o čtyřech barvách, důležitého výsledku v teorii grafů. S důkazem přišel v roce 1976 společně s Kennethem Appelem. V topologii přišel s několika významnými myšlenkami, známý je především koncept Hakenovy variety. Považuje se také za průkopníka v oblasti výpočetní topologie.